# Folker Township
Folker Township est un township  du comté de Clark dans le Missouri, aux États-Unis,. Il est fondé en 1868 et baptisé en référence à la famille Folker, une famille locale.

## Source de la traduction
- (en) Cet article est partiellement ou en totalité issu de l’article de Wikipédia en anglais intitulé « Folker Township, Clark County, Missouri » (voir la liste des auteurs).